# Степанов Михайло Васильович
Миха́йло Васи́льович Степа́нов (рос. Михаил Васильевич Степанов; нар. початок 1800-х — пом. після 1857) — російський військовик, генерал-майор (1847), потім генерал-лейтенант (1856) по армійській піхоті. Подільський губернатор у 1854–1856 роках.

## Біографія

### Військова кар'єра
Перший офіцерський чин Степанову надано 17(29) квітня 1820 року. Служив у лейб-гвардії Ізмайловському полку. Відзначився у Російсько-турецькій війні 1828–1829 років, за що був нагороджений орденом святого Володимира четвертого ступеня з бантом, орденом святої Анни третього ступеня з бантом, іменною срібною медаллю «За турецьку війну». За станом на 22 вересня 1830 року, коли виповнилося сто років від часу заснування полку, поручик Степанов був старшим ад'ютантом штабу всієї піхоти Окремого гвардійського корпусу.
Брав участь у придушенні Польського повстання 1830–1831 років. За дії проти польських повстанців під час відступу Окремого гвардійського корпусу від Остроленки до Тікочина (4—9 травня 1831 року) поручика Степанова нагороджено Золотою шпагою з написом «За хоробрість». За бій біля Остроленки, що відбувся 14 травня 1831 року, нагородою Степанову стало надання наступного чину — штабс-капітана. За приступ до Варшавських укріплень (25—26 серпня 1831 року) штабс-капітана Степанова нагороджено орденом святого Станіслава третього ступеня.
Від 6(18) грудня 1833 року — підполковник. За станом на 1 грудня 1845 року полковник Степанов служив у лейб-гвардії Ізмайловському полку, був черговим штаб-офіцером штабу гвардійської піхоти . Від 6(18) грудня 1847 року — генерал-майор.

### Подільський губернатор
13(25) червня 1854 року генерал-майора Степанова призначили виконувати обов'язки військового губернатора Кам'янця-Подільського та подільського цивільного губернатора. Змінив на цій посаді генерал-майора князя Андрія Миколайовича Вяземського, звільненого від виконання обов'язків губернатора того ж дня (київський генерал-губернатор Іларіон Іларіонович Васильчиков, який у червні 1854 року прибув до Кам'янця-Подільського з таємною інспекцією, не застав Вяземського на місці, а жандармський штаб-офіцер доповів, що губернатор відпочиває на Дністрі в жіночому товаристві ).
На губернаторство Степанова припала часткова евакуація з Кам'янця-Подільського до Вінниці та Брацлава. Міжнародний конфлікт Російської імперії з Австрією на порозі Кримської війни зумовив небезпеку нападу на західні губернії — Подільську та Волинську. За розпорядженням уряду почалися приготування до вивозу з Кам'янця-Подільського архівів губернських установ, цінних в історичному плані предметів і фінансів. 15(27) червня 1854 року попередник Степанова князь Вяземський видав таємне розпорядження про пакування документації та речей, одночасно підраховувалося, скільки потрібно возів для евакуації.
Станом на 24 липня (5 серпня) 1854 року новий губернатор Степанов доповів про повну готовність губернських установ до негайної відправки. Біля Кам'янця-Подільського цілодобово, змінюючись через 3—6 днів, чергувало 900 селянських возів.
Були виготовлені спеціальні квитки з дозволом виїзду чиновників до Брацлава та складено списки бідних чиновників, яким видали кошти на дорогу. Розглядалася можливість повної евакуації усіх установ до Вінниці чи Брацлава, для їх нормальної роботи на новому місці частину архівів та документів почали перевозити з 27 липня. Ці дні (27—31 липня) були найбільш напруженими, разом з подальшою підготовкою розпочався вивіз частини документів, що відбилося на загальному настрої населення Кам'янця-Подільського, але паніки вдалося уникнути. Тільки 13(25) вересня було отримано дозвіл генерал-губернатора на повернення тих справ, в яких є негайна потреба. 30 вересня (12 жовтня) 1854 року таємним указом імператор припинив подальший вивіз документації з Кам'янця-Подільського.
Усе це негативно відбилося на нормальній роботі установ. Через десять місяців став відчуватися брак необхідних документів і справ, що вносило певний безлад та відчутно гальмувало роботу всього адміністративного апарату. Кожне присутствіє змушене було відправляти до Брацлава чиновників на возах за необхідною документацією. Частину справ при транспортуванні загубили, частина зіпсувалася. Те, що було привезено, складено у приміщеннях, не пристосованих для зберігання: «Ящики складені в кімнатах, які ніколи не опалювалися і займали площу від підлоги до стелі, тому сухе повітря не проникало у приміщення». Відповідальність за збереження документів стала справжнім лихом для Брацлавської повітової влади. Лише у листопаді надійшло розпорядження про повернення усіх документів.
18 лютого (2 березня) 1855 року помер російський імператор Микола I. Новим імператором став Олександр II. Невдовзі, 19(31) березня 1855 року, він затвердив Степанова, через дев'ять місяців після виконання обов'язків, на посаді губернатора. 22 березня (3 квітня) Михайло Васильович розпорядився, щоб, у зв'язку зі смертю імператора Миколи I, усі чиновники впродовж 6 місяців носити жалобу на парадній формі та мундирах. Історик Анатолій Скрипник зазначив: «Це була жалоба не тільки за царем, а й за всією миколаївською епохою, епохою найвищого розвитку і піднесення російської бюрократичної машини за весь час її існування. Виконуючи розпорядження губернатора, всі відчували близькість чогось нового, значних змін у суспільно-економічному становищі імперії й краю» .
26 серпня (7 вересня) 1856 року Степанов став генерал-лейтенантом. Подільським губернатором він був до 6(18) листопада 1856 року. 23 листопада (5 грудня) того ж року його наступником став дійсний статський радник Володимир Пилипович Пфелер, який тривалий час (у 1843–1856 роках) був подільським віце-губернатором.
Після відставки генерал-лейтенант Степанов перебував при Міністерстві внутрішніх справ .

## Нагороди
- 1828 — орден Святої Анни третього ступеня з бантом
- 1828 — орден Святого Володимира четвертого ступеня з бантом
- 1831 — Золота шпага за хоробрість
- 1831 — відзнака за військову гідність четвертого ступеня
- 1831 — орден Святого Станіслава третього ступеня
- 1834 — орден Святої Анни другого ступеня
- 1838 — орден Святого Георгія четвертого ступеня за 25 років
- 1841 — орден Святого Володимира третього ступеня
- 1845 — діамантовий перстень від наступника цесаревича з вензелем його високості
- 1847 — прикрашена діамантами табакерка з вензелем наступника цесаревича
- 1849 — орден Святого Станіслава першого ступеня
- 1854 — відзнака за 30 років бездоганної служби
- 1855 — орден Святої Анни першого ступеня